# Штекель, Вильгельм
Вильге́льм Ште́кель (нем. Wilhelm Stekel; 18 марта 1868, Бояны — 25 июня 1940, Лондон) — австрийский психиатр и композитор-любитель, один из пионеров психоанализа, изобретатель термина «парафилия».

## Биография
Родился в еврейской семье в буковинском селе Бояны. Окончил Венский университет. В связи с нервным расстройством лечился у Зигмунда Фрейда и был настолько впечатлён его методами, что стал одним из первых его последователей. Именно Штекель выступил с идеей создания психоаналитического общества. Распространял идеи психоанализа в немецкой и австрийской периодике. Вместе с А. Адлером редактировал журнал «Имаго». В течение первых двух десятилетий существования психоанализа

мир, вероятно, узнал больше о психоанализе через посредничество Штекеля, чем через оригинальные работы Фрейда, поскольку Штекель был неослабевающим пропагандистом, который как медицинский журналист наводнил Австрию и Германию периодическими изданиями, в которых обозревались и обсуждались психоаналитические темы.
Штекель был сторонником активно-наступательной позиции аналитика в отношениях с пациентом. В труде «Язык сновидения» пытался свести содержание сновидений к набору предзаданных фаллических и вагинальных символов. Несмотря на очевидный редукционизм подобных трактовок, некоторые положения книги были одобрены и восприняты самим Фрейдом.
В 1912 году Фрейд разорвал отношения со Штекелем в связи с тем, что последний ставил под сомнение значение эдипова комплекса и страха кастрации в качестве отправной точки большинства неврозов. Одной из краеугольных идей Штекеля была скрытая гомосексуальность всех людей. В 1920 году он выпустил ставшее классическим исследование об онанизме, где доказывал его благотворность в отношении половой разрядки. Для обозначения влечения к смерти Штекель первым использовал греческое слово «танатос».
После прихода к власти нацистов Штекель уехал жить в Лондон, где покончил с собой путём передозировки аспирина.

## Культурные аллюзии
- В романе Джерома Д. Сэлинджера мистер Антолини цитирует Холдену Колфилду слова якобы Вильгельма Штекеля: «Признак незрелости человека — то, что он хочет благородно умереть за правое дело, а признак зрелости — то, что он хочет смиренно жить ради правого дела». В реальности сходная мысль принадлежит немецкому писателю Отто Людвигу, а Штекель её дважды цитировал (см.: https://de.wikiquote.org/wiki/Wilhelm_Stekel, https://de.wikiquote.org/wiki/Otto_Ludwig)

## Публикации на русском языке
- Штекель В. Исходы психоаналитического лечения // «Зарубежный психоанализ. Хрестоматия». — СПб: Питер, 2001, с. 82-107.